# Beileidskarte
Eine Beileidskarte, Kondolenzkarte oder Trauerkarte wird gewöhnlich als Grußkarte bei Beerdigungen an die Hinterbliebenen übergeben oder versandt.
Im Unterschied zu anderen Glückwunschkarten wird den Trauernden dabei Kondolenz beziehungsweise Empathie ausgedrückt. Oft sind Beileidskarten in Form von Spruchkarten gestaltet, um das Unsagbare in metaphorischen Formulierungen zu fassen.
Beileidskarten werden bei der Beerdigung abgegeben oder von Personen versandt, die nicht an der Beerdigung teilnehmen können. Heute gibt es auch die Möglichkeit, elektronische E-Cards zu versenden oder auf virtuellen Friedhöfen Einträge zu hinterlassen. Dabei wird jedoch der persönliche Kontakt am meisten geschätzt.

## Gestaltung
Der Zuspruch, der in Trauerkarten ausgedrückt wird, soll den Angehörigen dabei helfen, besser mit dem Verlust und den Umständen zurechtzukommen. Mit der Karte soll die persönliche Anteilnahme kundgetan und dem Empfänger auf diese Weise mitgeteilt werden, dass er in diesem Trauerfall nicht alleine ist. Neben Aphorismen und Gedichten finden häufig Verse aus der Bibel Verwendung, und gewöhnlich wird ein Geldbetrag zur Deckung der Bestattungskosten oder für die Grabpflege beigelegt. In katholischen Gegenden ist diese Geldspende oft auch zur Stiftung einer Messintention für den Verstorbenen und seine Familie gedacht. 
Bei der Gestaltung sollte darauf geachtet werden, dass bloße Redensarten dem Schmerz der Betroffenen nicht gerecht werden. Oft verletzen oberflächliche Worte die Angehörigen. Der Text soll Trost spenden, Anteilnahme ausdrücken und Hilfe anbieten.